# Anoploderomorpha carbonaria
Anoploderomorpha carbonaria es una especie de escarabajo longicornio del género Anoploderomorpha, tribu Lepturini, subfamilia Lepturinae. Fue descrita científicamente por Holzschuh en 1993.
El período de vuelo de la especie se presenta durante el mes de junio.

## Descripción
Mide 10,7 milímetros de longitud.

## Distribución
Se distribuye por China.